# Mark Borowiecki
Mark Borowiecki (* 12. Juli 1989 in Kanata, Ontario) ist ein ehemaliger kanadischer Eishockeyspieler, der im Verlauf seiner aktiven Karriere zwischen 2008 und 2023 unter anderem 468 Spiele für die Ottawa Senators und Nashville Predators in der National Hockey League (NHL) auf der Position des Verteidigers bestritten hat. Seinen größten Karriereerfolg feierte Borowiecki allerdings im Trikot der Binghamton Senators, mit denen er im Jahr 2011 den Calder Cup der American Hockey League (AHL) gewann.

## Karriere
Borowiecki war zunächst von 2006 bis 2008 für die Smiths Falls Bears aus der Central Junior Hockey League aktiv, ehe er im Anschluss ein Studium an der Clarkson University begann und für deren Eishockeymannschaft, die Clarkson Knights, in der ECAC Hockey aufs Eis ging. Bereits zuvor war der Verteidiger beim NHL Entry Draft 2008 in der fünften Runde an insgesamt 139. Position von den Ottawa Senators ausgewählt worden. In seiner letzten Saison im Universitätsteam, die Spielzeit 2010/11, lief der Linksschütze als deren Mannschaftskapitän aufs Eis. Im März 2011 unterzeichnete der Kanadier einen zweijährigen Einstiegsvertrag bei den Ottawa Senators und debütierte in derselben Spielzeit für deren AHL-Farmteam, die Binghamton Senators, auf Profiebene. Neben neun Partien in der regulären Saison absolvierte Borowiecki 21 Begegnungen in den AHL-Playoffs der Saison 2010/11 und gewann mit Binghamton den Calder Cup.
In der folgenden Spielzeit nahm der Linksschütze am AHL All-Star Classic teil und lief am 19. Januar 2012 erstmals für die Ottawa Senators in der National Hockey League aufs Eis, wobei der Rookie im Auswärtsspiel gegen die San Jose Sharks ein Verteidigerpaar mit dem erfahrenen Chris Phillips bildete. Nach neun Jahren in Ottawa wurde sein auslaufender Vertrag nach der Spielzeit 2019/20 nicht verlängert, sodass er sich im Oktober 2020 als Free Agent den Nashville Predators anschloss. Dort verbrachte er weitere drei Spielzeiten, ehe er im Mai 2023 im Alter von 33 Jahren das Ende seiner aktiven Karriere bekannt gab.

## Erfolge und Auszeichnungen
- 2011 Calder-Cup-Gewinn mit den Binghamton Senators
- 2012 Teilnahme am AHL All-Star Classic

## Karrierestatistik
(Legende zur Spielerstatistik: Sp oder GP = absolvierte Spiele; T oder G = erzielte Tore; V oder A = erzielte Assists; Pkt oder Pts = erzielte Scorerpunkte; SM oder PIM = erhaltene Strafminuten; +/− = Plus/Minus-Bilanz; PP = erzielte Überzahltore; SH = erzielte Unterzahltore; GW = erzielte Siegtore; 1 Play-downs/Relegation; Kursiv: Statistik nicht vollständig)